# Iris (televisieserie)
Iris is een Nederlandse televisieserie uit 1992 van Nouchka van Brakel met in de hoofdrol Monique van de Ven.
De serie is een vervolg op de gelijknamige speelfilm uit 1987.

## Verhaal
De serie pakt het verhaal op een paar jaar na de gebeurtenissen in de speelfilm. Inmiddels is Iris in het dorp min of meer geaccepteerd, maar de verhouding met de herenboer Versteeg blijft problematisch. Wanneer ze een relatie begint met een plaatselijke politicus geeft dit de nodige problemen.

## Rolverdeling
- Monique van de Ven - Iris de Weert
- Johan Van Assche - Piet Brand
- Joop Doderer - Leendert Versteeg
- Marjolein Macrander - Eva Versteeg
- Jop de Vries - Frank Versteeg
- Maria de Booy - Nellie
- Pim Lambeau - Bets Versteeg
- Liz Snoijink - Anna-Thérèse
- Michel Sorbach - Rob Westers
- Frans de Wit - cafébaas
- Alexandra van Marken - Charlotte Brand
- Jacques Luijer - Burgemeester

## Achtergrond
Producent Frans Rasker had zijn zinnen gezet op een tv-serie als vervolg op de film. Monique van de Ven had sinds Sil de Strandjutter (1976) geen tv-rol meer gespeeld, maar deed mee omdat ze erg aan het personage Iris was gehecht. De serie bevat nogal wat verschillen met de film. De film werd opgenomen in Friesland, de serie in Noord-Holland, onder andere in Durgerdam. Op Monique van de Ven na, keerde geen enkele acteur uit de film in de serie terug. Het personage boer Versteeg (John Kraaijkamp sr. in de film, Joop Doderer in de serie) bleef min of meer hetzelfde, maar de karakters van zijn zoon en dochter werden compleet anders.